# Antes de que te vayas (canción)
«Antes de que te vayas» es una canción balada compuesta e interpretada por el cantautor mexicano Marco Antonio Solís y producida por Solís y Pablo Aguirre, para su sexto álbum de estudio como solista Trozos de mi alma, vol. 2 (2006).

## Antecedentes y significado
La canción fue lanzada como el sencillo principal del disco por la discográfica Fonovisa y se convirtió en otro gran éxito más del cantautor en México.
Esta canción sirvió como el tema principal de la telenovela mexicana Mundo de fieras (2006), protagonizada por Gaby Espino y César Evora. Además la actriz Laura Flores versionó en esta ocasión también para la telenovela.
La canción habla sobre las separaciones amorosas y los recuerdos que deja en los implicados, donde uno de ellos busca despedirse sanamente para superar el duelo rápidamente.

## Posicionamiento en listas
| Lista (2006)                    | Máxima posición |
| ------------------------------- | --------------- |
| Argentina Top 100 Singles Chart | 80              |
| U.S. Billboard Hot Latin Songs  | 3               |
| U.S. Billboard Latin Airplay    | 3               |
| U.S. atin Pop Airplay           | 8               |
| World Latin Top 30 Singles      | 32              |